# Wiman Joseon
Wiman Joseon (194-108 a. C.) es un período de la historia de Corea, que corresponde con el gobierno de una dinastía en Gojoseon, nombrado así por la fuerte influencia de Wiman, un general coreano. El período comenzó con la toma del trono por parte de Wiman del rey Jun de Gojoseon y terminó con la muerte del rey Ugeo, que era nieto de Wiman. Además de los datos arqueológicos, la fuente principal en este período de la historia de Corea proviene del capítulo 115 del Shi ji, obra del historiador de la Antigua China Sima Qian (también conocido como Memorias históricas).   Wiman era originalmente un líder militar del Estado Yan bajo la dinastía Han.

## Fundación
Según Sima Qian, Wiman era un general del Estado Yan del noroeste de China establecido en los primeros años de la dinastía china, que se sometió al rey Jun de Gojoseon. Jun aceptó y nombró a Wiman comandante de la región fronteriza occidental de Gojoseon, que probablemente correspondía con el oeste de la actual Liaoning. A pesar de la generosidad que el rey Jun había demostrado, Wiman se rebeló y destruyó Gojoseon. En 194 a. C., estableció Wiman Joseon y decidió ubicar su capital en Wanggeom-seong (왕검성, 王 城 城). Muchos historiadores coreanos creen que la ubicación exacta de Wanggeom-seong estaría en Yodong (요동), en Liaodong, China.
En este período, Wiman Joseon se expandió hasta controlar un vasto territorio y se fortaleció económicamente controlando el comercio entre la dinastía Han y los pueblos de Manchuria. El emperador Wu de Han (r. 141-87  a. C.) pensaba que Wiman Joseon amenazaba cada vez más a la dinastía Han, y que Wiman Joseon se aliaría con los xiongnu,  una confederación de pueblos nómadas de las estepas orientales, para derrotarlo.

## Caída
El nieto de Wiman, el rey Ugeo (우거, 右 渠), permitió que muchos exiliados de la dinastía Han de China vivieran en Wiman Joseon. El número de los han creció, sin embargo, el rey Ugeo impidió que el Estado Jin se comunicara con la dinastía Han. Como resultado, en 109 a. C., el emperador Wu de Han invadió Wiman Joseon cerca del río Luan. Después de fracasar varias veces para derrotar a los ejércitos de Wiman Joseon, Han Wudi intentó convencer a los príncipes de Wiman Joseon de que mataran al rey Ugeo. La conspiración falló y condujo a la destrucción del reino de Gojoseon. Después de la guerra, Wudi de Han condenó a muerte a dos generales por no haber vencido a Wiman Joseon.
Después de un año de batalla, Wanggeom-seong fue capturada y Wiman Joseon fue destruido. La dinastía china de los Han China estableció las Cuatro Comandancias de Han en las áreas capturadas, que corresponden con el área actual de la península de Liaodong y el noroeste de la península de Corea. Las Comandancias finalmente cayeron ante el Goguryeo naciente en el siglo IV.
Varias naciones se formaron en su lugar. Entre ellas estaba la Nación Nangnang, que debe diferenciarse de la comandancia de Lelang.

## Mapas

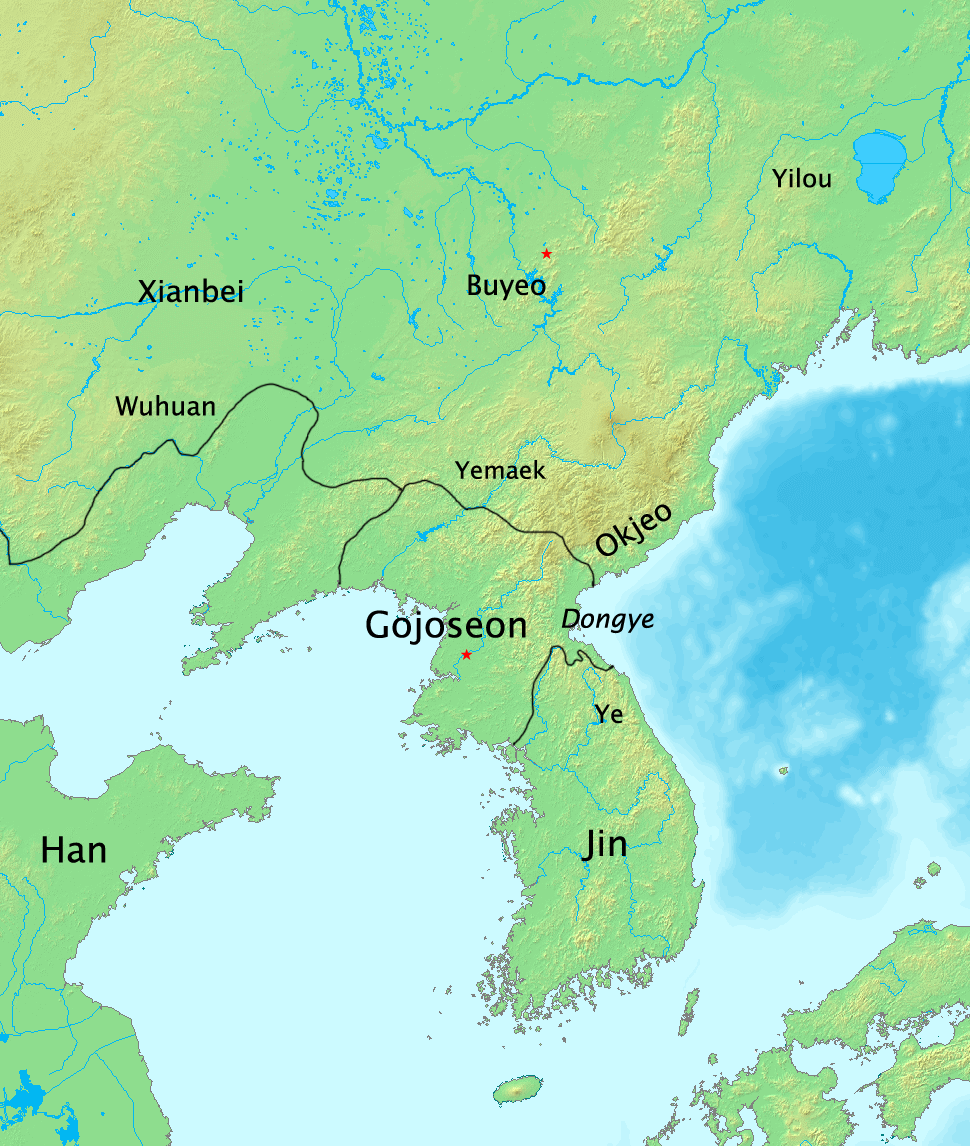
Corea en el año 108 a.C., con Gojoseon antes de ser destruido por la dinastía Han.
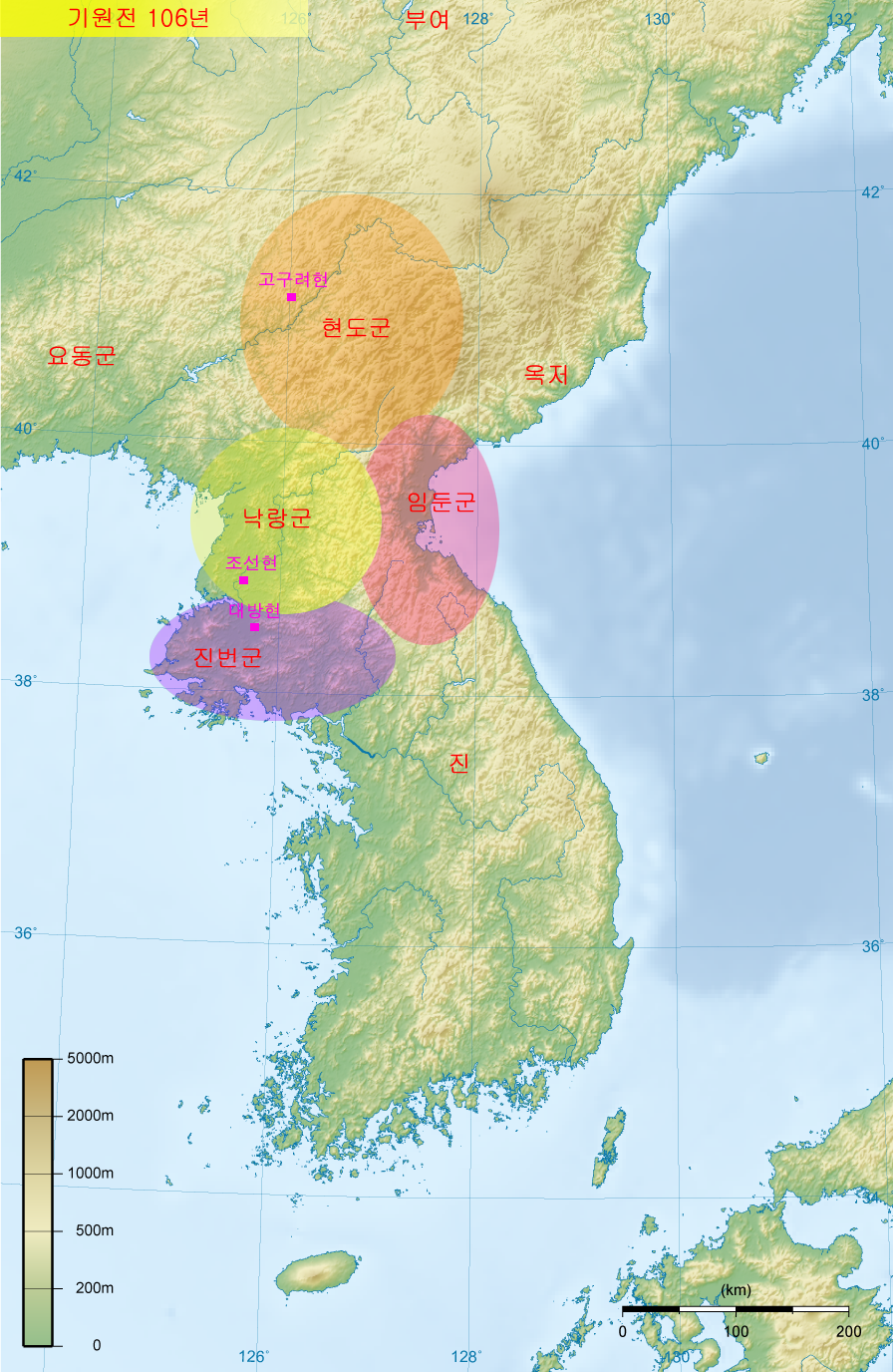
La dinastía Han destruye Wiman Joseon y establece las Cuatro Comandancias.
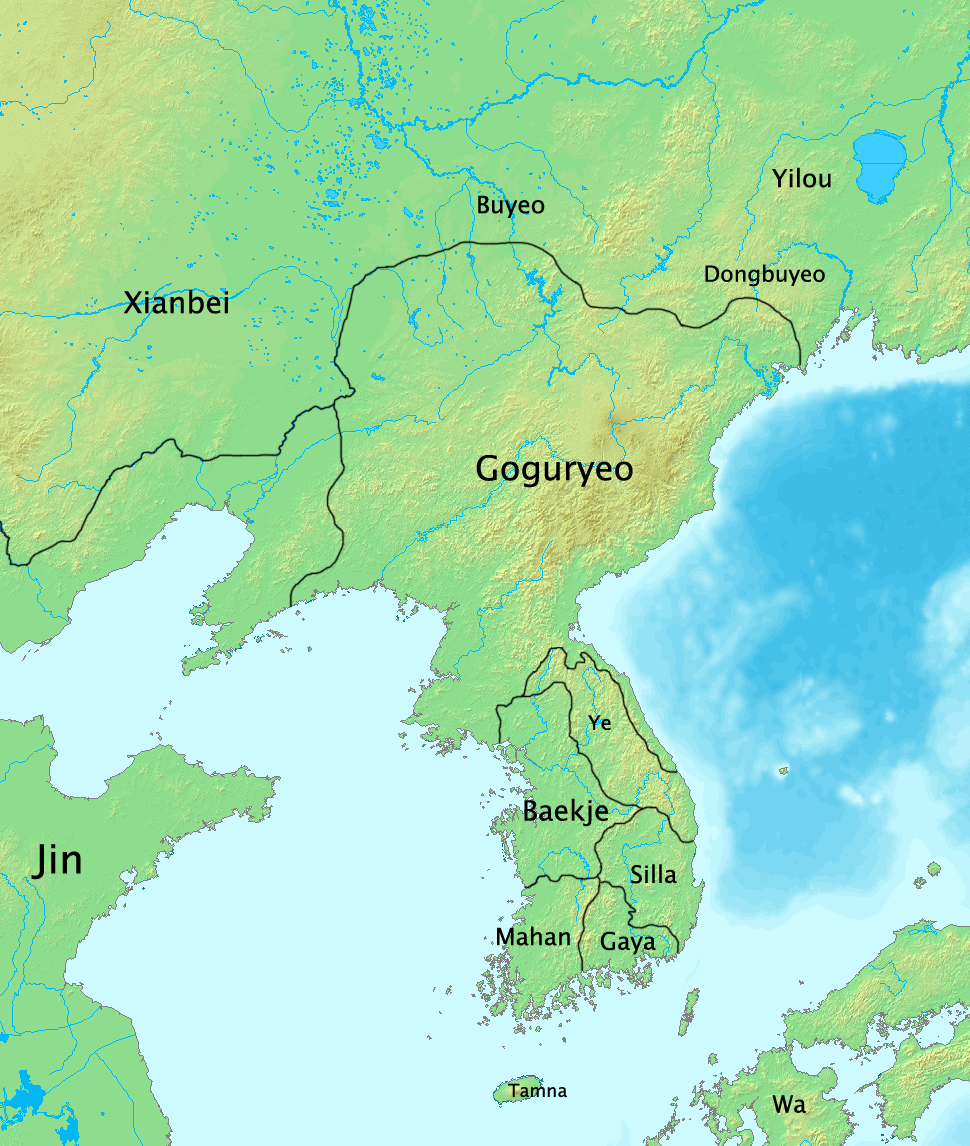
Corea en 315. Goguryeo recuperó el antiguo territorio de Gojoseon